# محافظه بلقرن
محافظه بلقرن (به عربی: محافظة بلقرن) یک منطقهٔ مسکونی در عربستان سعودی است که در استان عسیر واقع شده‌است.